# Aeroportul Vardø
Aeroportul Vardø (IATA: VAW, ICAO: ENSS) este un aeroport din Comuna Vardø, Finnmark, Norvegia ce deservește zona Vardø⁠(d). Aeroportul a fost tranzitat în 2022 de 27.683 de pasageri. A fost deschis în 1943 și numit după Comuna Vardø.
Situat la o altitudine de 13 m, aeroportul dispune de 1 pistă. Este operat de Avinor⁠(d).

## Infrastructură

### Piste
Aeroportul dispune de o singură pistă. Pista 15/33 are suprafața de asfalt și dimensiunile 1.145 m × 30 m. 